# チェコのビール
チェコのビールでは、チェコで製造されるビールの概要について記す。
チェコ語でビールのことをpivo（ピヴォ）と呼ぶ。
チェコの国民1人あたりのビール消費量は世界一位であり、2018年現在まで26年連続首位を守り続けている。2018年のデータでは、チェコ国民の1人あたりの年間ビール消費量は191.6リットル。ドイツの1人あたり年間ビール消費量101.1リットルよりも多い。チェコの消費量は日本人の消費量と比べた場合には、約4.8倍ほど多い。
日本のビールのスタイルの主流となっているのはピルスナーであるが、ピルスナーはチェコのピルゼン地方のビールの流れを組むものである。
チェコではビールを「飲むパン」と呼ぶこともあるくらいに生活に浸透している。最も人気があるのは、ピルスナー・ウルケルであり、ビール好きの人間は朝食代わりにビールを飲むこともある。ランチやディナーでビールを飲むことも多い。ビールの販売価格も安く、ミネラルウォーターよりも安く販売されている。

## 歴史
チェコでも他のヨーロッパ地域と同様に古来から上面発酵によるビール造りが行われていた。13世紀のヴァーツラフ2世の時代にはブジェブノフ修道院などでビールが醸造されていた記録が残されている。
1265年、ボヘミア王オタカル2世がチェスケー・ブジェヨヴィツェ（現在の南ボヘミア州）に醸造所を建設した。1531年にはフェルディナント1世がチェスケー・ブジェヨヴィツェのビールを王室御用達に指定するなど、ブジェヨヴィツェは高品質のビールを作る産地として広く知られた。18世紀までにブジェヨヴィツェの醸造所は統合が進み、ブジェヨヴィツェ市民醸造（チェコ語: pivovar převzat Budějovickými měšťany）とチェコ合同醸造（チェコ語: Český akciový pivovar）となり、どちらもヨーロッパを代表するビールブランドの一つとして広く親しまれた。
19世紀にドイツ・バイエルン地方で下面発酵によるラガーが発明され、これがヨーロッパで人気を博すことになる。ピルゼンの人々もラガーを醸造しようと、ドイツから醸造技師ジョセフ・グロルを招聘し、市民醸造所を設立する。1842年、市民醸造所で最初の下面発酵ビールが完成する。出来上がったビールは、水や風土の違いから、ドイツのものより液色が明るく、すっきりした味わいであった。ピルスナー・ウルケルの誕生であった。
ピルスナー・ウルケルは世界中の醸造業者の手本となった。

## チェコのビールの銘柄

### ピルスナー・ウルケル
プルゼニ州プルゼニで作られるビールの銘柄。チェコで一番の人気である。

### ブドヴァル
南ボヘミア州チェスケー・ブジェヨヴィツェ市で作られるビール銘柄。

### スタロブルノ
スタロブルノは、南モラヴィア州ブルノで作られるビールの銘柄。IGNITEの田原氏の記事には"スタロブルノ（Starobrno）は「ブルノの泉」の意味"と記載されているが, 正しくは「古きブルノ(staro: old)」である。これは、他の銘柄"staropramen" = 古い泉, と混同したためと考えられる。修道院のスタイルのビール。
多くの人から不評を買うことが多いが、そうした意見に対しスタロブルノ責任者のコウツキー氏は、「過去の経験から美味しくないというイメージを持つ人が多いが、現在では味の改善を行なっている。改めて試してもらいたい。」と述べている。
毎年イースター期間の聖木曜日（最後の晩餐が行われた日）に限定で緑色のビールを販売する。これはチェコ語で聖木曜日を"Green Thursday"(zelený čtvrtek)と呼ぶことに由来する 。聖パトリックの祝日に飲まれるものとは無関係である。